# Herbert Richers
Herbert Richers (Araraquara, 11 de marzo de 1923-Río de Janeiro, 20 de noviembre de 2009) fue un productor de cine y empresario brasileño. Afincado en Río de Janeiro desde 1942, fundó ocho años más tarde la empresa del mismo nombre Herbert Richers S.A., que se inició en el campo de la distribución de películas y que posteriormente se convirtió en el principal estudio de doblaje de América Latina.

## Biografía
Nacido en Araraquara, San Pablo, hijo de Guilherme Richers y Maria Luísa Wulfes, Herbert Richers se trasladó a Río de Janeiro en la década de 1940 para estudiar ingeniería. Para complementar sus ingresos, empezó a trabajar como fotógrafo en un estudio cinematográfico, lo que le llevó a conocer en 1946 a Walt Disney, que vino a rodar un documental en la ciudad y contrató a Richers como cámara. Pronto entabló amistad con Disney, y a menudo iba a visitar sus estudios en Los Ángeles, lo que le inspiró a convertirse también en productor de cine en Brasil. Inicialmente colaboró con Atlântida Cinematográfica antes de fundar su propio estudio, Herbert Richers S.A., en el barrio de Usina, al norte de Río de Janeiro, donde empezó, además de producir, a distribuir películas para su exhibición en los cines.
Tras conocer el sistema de doblaje en Hollywood, decidió utilizar el método de grabación de audio en postproducción primero para sortear las limitaciones técnicas de la captación de sonido brasileña, con producciones como Sai de Baixo (1956) con todos sus diálogos doblados. Pronto estos conocimientos empezaron a aplicarse a las películas que se proyectaban por televisión, solucionando el gran problema de los subtítulos, casi ilegibles para la tecnología de la época.

### Muerte
Murió en Río de Janeiro, en la Clínica São Vicente, en Gávea, el 20 de noviembre de 2009, a consecuencia de un problema renal.
El empresario estuvo casado con la diseñadora de joyas Cookie Richers, con la que tuvo 3 hijos: Herbert Jr., Ronaldo y Celina Richers.

## Patrimonio cultural
La casa construida por el empresario en Ribeirão Pires en 1957 y utilizada como plató para las películas Papai Trapalhão y Golias contra o homem das bolinhas fue declarada patrimonio municipal en 2016.